# Saint-André-Goule-d’Oie
Saint-André-Goule-d’Oie ist eine französische Gemeinde im Département Vendée in der Region Pays de la Loire. Sie gehört zum Arrondissement La Roche-sur-Yon und zum Kanton Montaigu-Vendée (bis 2015: Kanton Saint-Fulgent). Die 1.942 Einwohner (Stand: 1. Januar 2022) werden Gouledoisiens und Gouledoisienens genannt.

## Geographie
Saint-André-Goule-d’Oie liegt etwa 51 Kilometer südsüdöstlich von Nantes und etwa 25 Kilometer nordöstlich von La Roche-sur-Yon. An der östlichen Gemeindegrenze verläuft das Flüsschen Vendrenneau, das ganz im Norden des Gemeindegebietes in die Petite Maine mündet. Umgeben wird Saint-André-Goule-d’Oie von den Nachbargemeinden Chavagnes-en-Paillers im Norden und Nordwesten, Saint-Fulgent im Norden und Nordosten, Vendrennes im Osten, Sainte-Florence im Süden und Südosten, Essarts en Bocage im Südwesten, Chauché im Westen sowie La Rabatelière im Nordwesten.
Durch die Gemeinde führt die Autoroute A87.

## Bevölkerungsentwicklung
| Jahr                      | 1962 | 1968 | 1975 | 1982 | 1990 | 1999 | 2006 | 2012 | 2020 |
| Einwohner                 | 1145 | 1087 | 1113 | 1272 | 1353 | 1307 | 1549 | 1718 | 1916 |
| Quelle: Cassini und INSEE |      |      |      |      |      |      |      |      |      |